# Fernando Hierro
Fernando Ruiz Hierro (født 23. marts 1968 i Vélez-Málaga) er en spansk fodboldtræner og tidligere professionel fodboldspiller. Han blev, dagen før VM 2018 startede, udnævnt til landstræner for Spanien.
Hierro spillede 14 år som midterforsvarer hos La Liga-klubben Real Madrid C.F. Derudover optrådte han i starten af sin karriere hos Real Valladolid, og i slutningen for Al-Rayyan i Qatar samt Bolton Wanderers i den engelske Premier League.
Hierro var i sin tid hos Real Madrid med til at vinde hele fem spanske mesterskaber, tre Champions League-trofæer samt en række andre titler. På trods af hans position som midterforsvarer var Hierro særdeles målfarlig, og han scorede i 439 kampe for Real hele 102 mål.
Efter afslutningen af sin aktive karriere blev Hierro først assistenttræner for Real Madrid og senere cheftræner i Real Oviedo, inden han med kort varsel blev udpeget som spansk landstræner, efter at forbundet fyrede den hidtidige træner Julen Lopetegui.

## Landshold
Hierro nåede gennem sin karriere at spille hele 89 kampe og score 29 mål for Spaniens landshold. Dermed er han, på trods af en spillerposition i midterforsvaret, den næstmest scorende spiller på det spanske landshold, kun overgået af en anden Real Madrid-legende, Raúl González.
Hierro repræsenterede sit land ved hele seks slutrunder, VM i 1990, VM i 1994, EM i 1996, VM i 1998, EM i 2000 samt VM i 2002. Det lykkedes dog ikke det spanske hold at vinde nogen af turneringerne, så Hierros mange trofæer på klubplan blev aldrig suppleret af nogen med landsholdet.
Hierro er i Danmark måske bedst kendt for at score det enlige mål mod det danske landshold ved den afgørende kvalifikationskamp til VM i 1994 i Sevilla. Den spanske 1-0 sejr kostede Danmark deltagelsen ved VM.

## Titler
La Liga
- 1990, 1995, 1997, 2001 og 2003 med Real Madrid C.F.

Copa del Rey
- 1993 med Real Madrid C.F.

Champions League
- 1998,2000,2002 med Real Madrid C.F.

UEFA Super Cup
- 2002 med Real Madrid C.F.

VM for klubhold
- 1998 og 2002 med Real Madrid C.F.